# Galvanize
«Galvanize» es una canción del dúo británico de música electrónica The Chemical Brothers junto al rapero estadounidense Q-Tip. Fue lanzado el 22 de noviembre de 2004 como el primer sencillo de su quinto álbum de estudio, Push the Button (2005).
La canción alcanzó el n.º 3 en la lista de sencillos del Reino Unido el 23 de enero de 2005. Fue el sencillo del dúo con las listas más altas en su país natal desde «Hey Boy Hey Girl», que también alcanzó el número 3 en 1999. La canción alcanzó el puesto número 1 en Grecia y España. En Australia, ocupó el puesto número 65 en la lista Triple J Hottest 100 de 2004.

## Composición
La pista presenta una muestra de cuerdas de Chaabi marroquí de la canción de Najat Aatabou «Hadi Kedba Bayna». La melodía principal de la canción está en 6
4
6
4 compases, mientras que el resto está en 4
4
4
4. La pista también cuenta con el rap de Q-Tip (miembro de A Tribe Called Quest). En parte de la canción, suena una muestra del primer sencillo del grupo, «Leave Home».

## Recepción crítica
Scott Plagenhoef de Pitchfork Media dijo que la canción junto con «The Boxer» «se remonta a los primeros días del dúo B-Boy/techno», pero se perdió «la ferocidad y el sonido de los subgraves de sus primos anteriores, y aquí juegan un papel secundario, versos anodinos y voces nasales».
«Galvanize» ganó el premio Grammy a la mejor grabación de baile en febrero de 2006.

## Video musical
El video musical fue filmado en Málaga, España, y dirigido por Adam Smith. Se trata de tres niños del norte de África con pintura de cara de payaso, que se dirigen a un club llamado Lyceo durante una batalla de baile krump. El nombre de uno de estos niños es Bilal según la línea de su padre al principio (¡بِلالْ! اطفأ النورْ ونامْ, literalmente «Bilal! Apaga la luz y vete a dormir»). Uno de los niños comienza a bailar en la batalla, pero luego la policía los detiene y se los lleva.

## Lista de canciones
| CD1 (Reino Unido) |             |          |  |
| N.º               | Título      | Duración |  |
| 1.                | «Galvanize» |          |  |
| 2.                | «Rize Up»   |          |  |

| CD2 (Reino Unido) |                                 |          |  |
| N.º               | Título                          | Duración |  |
| 1.                | «Galvanize»                     |          |  |
| 2.                | «Galvanize» (versión extendida) |          |  |
| 3.                | «Electronic Battle Weapon 7»    |          |  |
| 4.                | «Galvanize» (video)             |          |  |

| Vinilo 12" (Reino Unido y Estados Unidos) |                                 |          |  |
| N.º                                       | Título                          | Duración |  |
| 1.                                        | «Galvanize» (versión extendida) |          |  |
| 2.                                        | «Electronic Battle Weapon 7»    |          |  |

| Sencillo CD (Australia) |                                 |          |  |
| N.º                     | Título                          | Duración |  |
| 1.                      | «Galvanize»                     |          |  |
| 2.                      | «Galvanize» (versión extendida) |          |  |
| 3.                      | «Electronic Battle Weapon 7»    |          |  |

| Sencillo CD (Estados Unidos) |                                |          |  |
| N.º                          | Título                         | Duración |  |
| 1.                           | «Galvanize» (versiónextendida) |          |  |
| 2.                           | «Rize Up»                      |          |  |
| 3.                           | «Electronic Battle Weapon 7»   |          |  |

| CD EP (Japón) |                                 |          |  |
| N.º           | Título                          | Duración |  |
| 1.            | «Galvanize» (single edit)       | 4:27     |  |
| 2.            | «Galvanize» (versión extendida) | 7:31     |  |
| 3.            | «Galvanize» (Abe Duque remix)   | 7:32     |  |
| 4.            | «Rize Up»                       | 4:05     |  |
| 5.            | «Electronic Battle Weapon 7»    | 7:26     |  |
| 6.            | «Galvanize» (video)             |          |  |

## Posicionamiento en listas
| Lista (2004-2005)                           | Mejor posición |
| ------------------------------------------- | -------------- |
| Australia (ARIA)                            | 38             |
| Austria (Ö3 Austria Top 40)                 | 14             |
| Bélgica (Flandes) (Ultratop 50)             | 13             |
| Bélgica (Valonia) (Ultratip Bubbling Under) | 2              |
| Dinamarca (Tracklisten)                     | 4              |
| Unión Europea (Eurochart Hot 100)           | 4              |
| Finlandia (OFC)                             | 4              |
| Francia (SNEP)                              | 68             |
| Alemania (Offizielle Deutsche Charts)       | 8              |
| Grecia (IFPI)                               | 1              |
| Hungría (Dance Top 40)                      | 28             |
| Irlanda (IRMA)                              | 6              |
| Ireland Dance (IRMA)                        | 1              |
| Italia (FIMI)                               | 2              |
| Países Bajos (Dutch Top 40)                 | 10             |
| Países Bajos (Mega Single Top 100)          | 11             |
| Nueva Zelanda (Recorded Music NZ)           | 19             |
| Noruega (VG-lista)                          | 9              |
| Escocia (Scottish Singles Sales Chart)      | 2              |
| España (Top 100 Canciones)                  | 1              |
| Suecia (Sverigetopplistan)                  | 19             |
| Suiza (Schweizer Hitparade)                 | 34             |
| Reino Unido (UK Singles Chart)              | 3              |
| Reino Unido (UK Dance Chart)                | 1              |
| Estados Unidos (Hot Dance Club Songs)       | 12             |

| Lista (2005)                      | Posición |
| --------------------------------- | -------- |
| Austria (Ö3 Austria Top 40)       | 64       |
| Bélgica (Ultratop 50 Flanders)    | 76       |
| CIS (TopHit)                      | 55       |
| Unión Europea (Eurochart Hot 100) | 35       |
| Alemania (Official German Charts) | 42       |
| Italia (FIMI)                     | 32       |
| Países Bajos (Dutch Top 40)       | 99       |
| Reino Unido UK Singles (OCC)      | 55       |
| Venezuela (Record Report)         | 10       |

## Certificaciones
| País           | Certificación | Ventas  |
| -------------- | ------------- | ------- |
| Australia      | Platino       | 70 000  |
| Reino Unido    | Oro           | 400 000 |
| Estados Unidos | Oro           | 500 000 |

## Historial de lanzamientos
| País           | Fecha                   | Formato(s)       | Discográfica           | Ref.   |
| -------------- | ----------------------- | ---------------- | ---------------------- | ------ |
| Estados Unidos | 22 de noviembre de 2004 | Descarga digital | Virgin, Astralwerks    | [ 54 ] |
| Australia      | 17 de enero de 2005     | CD               | Freestyle Dust, Virgin | [ 55 ] |
| Reino Unido    | 17 de enero de 2005     | Vinilo 12", CD   | Freestyle Dust, Virgin | [ 56 ] |
| Estados Unidos | 24 de enero de 2005     | Radio            | Virgin, Astralwerks    | [ 57 ] |